# Courances
Courances és un municipi francès, situat al departament de l'Essonne i a la regió de Illa de França. L'any 2007 tenia 348 habitants.
Forma part del cantó de Mennecy, del districte d'Évry i de la Comunitat de comunes des 2 Vallées.

## Demografia

### Població
El 2007 la població de fet de Courances era de 348 persones. Hi havia 136 famílies, de les quals 32 eren unipersonals (8 homes vivint sols i 24 dones vivint soles), 44 parelles sense fills, 56 parelles amb fills i 4 famílies monoparentals amb fills.
La població ha evolucionat segons el següent gràfic:
Habitants censats

### Habitatges
El 2007 hi havia 175 habitatges, 137 eren l'habitatge principal de la família, 24 eren segones residències i 14 estaven desocupats. 166 eren cases i 9 eren apartaments. Dels 137 habitatges principals, 107 estaven ocupats pels seus propietaris, 21 estaven llogats i ocupats pels llogaters i 9 estaven cedits a títol gratuït; 2 tenien una cambra, 8 en tenien dues, 18 en tenien tres, 28 en tenien quatre i 81 en tenien cinc o més. 104 habitatges disposaven pel capbaix d'una plaça de pàrquing. A 49 habitatges hi havia un automòbil i a 76 n'hi havia dos o més.

### Piràmide de població
La piràmide de població per edats i sexe el 2009 era:
| Homes | Edats   | Dones |
| ----- | ------- | ----- |
| 0     | 95 o +  | 0     |
| 0     | 90 a 94 | 0     |
| 4     | 85 a 89 | 0     |
| 4     | 80 a 84 | 8     |
| 0     | 75 a 79 | 8     |
| 0     | 70 a 74 | 0     |
| 4     | 65 a 69 | 8     |
| 8     | 60 a 64 | 12    |
| 20    | 55 a 59 | 16    |
| 16    | 50 a 54 | 16    |
| 16    | 45 a 49 | 0     |
| 16    | 40 a 44 | 20    |
| 4     | 35 a 39 | 16    |
| 16    | 30 a 34 | 4     |
| 4     | 25 a 29 | 20    |
| 8     | 20 a 24 | 8     |
| 0     | 15 a 19 | 8     |
| 20    | 10 a 14 | 0     |
| 4     | 5 a 9   | 24    |
| 12    | 0 a 4   | 16    |

## Economia
El 2007 la població en edat de treballar era de 240 persones, 173 eren actives i 67 eren inactives. De les 173 persones actives 169 estaven ocupades (95 homes i 74 dones) i 4 estaven aturades (1 home i 3 dones). De les 67 persones inactives 19 estaven jubilades, 33 estaven estudiant i 15 estaven classificades com a «altres inactius».

### Ingressos
El 2009 a Courances hi havia 132 unitats fiscals que integraven 357 persones, la mediana anual d'ingressos fiscals per persona era de 25.883 €.

### Activitats econòmiques
Dels 13 establiments que hi havia el 2007, 1 era d'una empresa alimentària, 1 d'una empresa de fabricació d'altres productes industrials, 1 d'una empresa de construcció, 3 d'empreses de comerç i reparació d'automòbils, 1 d'una empresa immobiliària, 4 d'empreses de serveis, 1 d'una entitat de l'administració pública i 1 d'una empresa classificada com a «altres activitats de serveis».
L'únic servei als particulars que hi havia el 2009 era un paleta.
L'únic establiment comercial que hi havia el 2009 era una fleca.
L'any 2000 a Courances hi havia 5 explotacions agrícoles.

## Equipaments sanitaris i escolars
El 2009 hi havia una escola elemental.

## Poblacions més properes
El següent diagrama mostra les poblacions més properes.